# Yann Martel
Yann Martel (* 25. června 1963, Salamanca, Španělsko) je kanadský spisovatel.
Narodil se v Španělsku, ale kvůli tomu, že jeho rodiče byli diplomaté, vyrůstal i na Aljašce, Kostarice, Mexiku a Francii. Celá jeho rodina je také literárně činná. Přestože Martel sám mluví francouzsky, píše jen v angličtině. Žije v Montrealu.

## Knihy
- Fakta v pozadí případu Roccamatiových z Helsinek (1993). V České republice bylo vydáno v nakladatelství Argo v roce 2005, přeložili Lucie a Martin Mikolajkovi.
- Pí a jeho život (2001). V Česku vyšlo v nakladatelství Argo v roce 2004, přeložili Lucie a Martin Mikolajkovi.
- Beatrice a Vergilius (2011). V Česku vyšlo v nakladatelství Argo v roce 2011, přeložili Lucie a Martin Mikolajkovi
- Portugalské velehory (2015). V Česku vyšlo v nakladatelství Argo v roce 2016.